# خالد كرامي
خالد كرامي (بالهولندية: Khalid Karami)‏ (ولد في 29 ديسمبر 1989 في أمستردام) هو لاعب كرة قدم هولندي ذو أصول مغربية يلعب كظهير أيمن لصالح نادي فيتيسه آرنهم.

## روابط خارجية
- خالد كرامي على موقع قاعدة بيانات كرة القدم.إي يو (الإنجليزية)
- خالد كرامي على موقع Soccerway.com (الإنجليزية)
- خالد كرامي على موقع عالم كرة القدم.نت (الإنجليزية)